# 阪谷希一
阪谷 希一（さかたに きいち、1889年（明治22年）5月15日 - 1957年（昭和32年）11月6日）は、日本の華族、政治家。貴族院子爵議員、満州国総務庁次長。父親は元大蔵大臣で子爵の阪谷芳郎。母方の祖父は渋沢栄一。

## 経歴
大蔵官僚阪谷芳郎と妻の阪谷琴子の長男として生まれる。母方の祖父に渋沢栄一。
第二高等学校を経て、東京帝国大学法科大学政治科に入学。在学中に高等文官試験に合格し、1914年（大正3年）に卒業した。卒業後は日本銀行に勤務し、本店、名古屋支店を経て、1920年（大正9年）からはロンドン支店に赴任した。1924年（大正13年）日銀を退職し、関東庁に転じ、事務官・財務部財務課長として旅順に赴任。1929年（昭和4年）に拓務省勤務となり帰国。拓務書記官、資源局事務官、拓務大臣秘書官、拓務省殖産局長心得・南満洲鉄道監理官・東洋拓殖監理官を歴任した。
退官後は1932年（昭和7年）に満洲国財務部に招かれ、総務庁次長を務めた。1935年（昭和10年）に退任した後は、満洲国協和会次長、満洲中央銀行監事に就任し、翌年には南満洲鉄道株式会社理事となった。1939年（昭和14年）からは中国聯合準備銀行顧問を務めた。
1943年（昭和18年）1月9月、貴族院子爵議員補欠選挙で当選し、1946年（昭和21年）4月24日に辞職した。

1957年11月6日、死去。満68歳没（享年68）。墓所は谷中霊園。

## 栄典
- 1937年（昭和12年）2月23日 - 勲三等旭日中綬章・昭和六年乃至九年事変従軍記章[8]

## 親族
- 阪谷朗廬 - 父方の祖父。儒学者。
- 阪谷芳郎 - 父。大蔵大臣、東京市長、貴族院議員、子爵。
- 渋沢栄一 - 母方の祖父。実業家、子爵、貴族院議員。
- 阪谷琴子 - 母。渋沢栄一の次女。
- 阪谷芳直 - 長男。エコノミスト、思想史家で伝記『三代の系譜』（みすず書房、1979年）がある
- 娘の春子は東大理学部教授植村泰忠の妻。
- 娘の朗子は新日本製鉄監査役大島寛一の妻。
- 三島弥太郎 - 妻の父。日本銀行総裁。
  - 三島通陽 - 妻の兄。貴族院議員、参議院議員、文部政務次官。

## 系譜
阪谷家（阪谷家系図）
2代四郎兵衛の頃、延宝8年（1680年）検地帳に、2町6反7畝2歩（2.65ha）の田と1町5反4畝2歩（1.53ha）の畑を所有とある。3代治兵衛の頃には、田畑4町9反8畝（4.94ha）の地主になった。5代甚平（甚八）は同村友成の伊達家から婿養子に迎えられ、“中興の祖”となった。2町7反6畝7歩（2.74ha）の田と1町1反9畝7歩（1.19ha）の畑を所有して高合計24石となった。延享2年（1745年）に酒造を始め、天明5年（1785年）に250石仕込んだが、天明の飢饉により同6年に半減、同7年には3分の1まで減少した。領主戸川氏から坊主格を賜り、“坂谷”から“坂田”と改姓した。寛延2年（1749年）に御札座役となり札屋と呼ばれるようになった。
```
　　　　　　　　　　　　　　　　　┏喜左衛門
四郎兵衛━━四郎兵衛━━治兵衛━━┫
　　　　　　　　　　　　　　　　　┗左治兵衛━━甚平━━甚兵衛宗房━━三五八良哉━━素三郎（朗廬）

```

```
　　　　　　　　┏━礼之介
　　　　　　　　┃
　　　　　　　　┣━次雄
　（朗廬）　　　┃
素（素三郎）━━╋━達三
　　　　　　　　┃
　　　　　　　　┣━芳郎━━━━━┳━希一━━━━━┳━正子
　　　　　　　　┃　　　　　　　　┃　　　　　　　　┃
　　　　　　　　┗━時作　　　　　┣━敏子　　　　　┣━朗子
　　　　　　　　　　　　　　　　　┃　　　　　　　　┃
　　　　　　　　　　　　　　　　　┣━和子　　　　　┣━芳直━━━━━┳━素子
　　　　　　　　　　　　　　　　　┃　　　　　　　　┃　　　　　　　　┃
　　　　　　　　　　　　　　　　　┣━俊作　　　　　┣━理子　　　　　┣━英子
　　　　　　　　　　　　　　　　　┃　　　　　　　　┃　　　　　　　　┃　
　　　　　　　　　　　　　　　　　┣━八重子　　　　┣━順子　　　　　┣━民子
　　　　　　　　　　　　　　　　　┃　　　　　　　　┃　　　　　　　　┃
　　　　　　　　　　　　　　　　　┣━千重子　　　　┣━春子　　　　　┗━綾子━━━━━┳━直樹
　　　　　　　　　　　　　　　　　┃　　　　　　　　┃　　　　　　　　　　　　　　　　　┃
　　　　　　　　　　　　　　　　　┗━総子　　　　　┗━秀直　　　　　　　　　　　　　　┗━裕璃
　　　　　                                                                                                                                 　　　　　　

```